# Инкогнито (филм)
„Инкогнито“ (на английски: Incognito) е американски криминален трилър от 1997 г. на режисьора Джон Бедъм по сценарий на Джордан Кац, с участието на Джейсън Патрик и Ирен Жакоб.

## Актьорски състав
- Джейсън Патрик – Хари Донован
- Ирен Жакоб – Мариеке ван ден Броек
- Томас Локир – Алистър Дейвис
- Иън Ричардсън – Търли
- Род Стайгър – Милтън Донован
- Иън Холм – Джон
- Того Игава – Агачи
- Саймън Чандлър – Иън Хол
- Пип Торънс – Уайт (адвокат по защитата)
- Майкъл Кокран – Дийкс
- Джоузеф Блачли – професор Шийрдинг
- Пол Бренън – детектив Стийд
- Оливие Пиер – Лекуйер
- Питър Гейл – Уестърбрук
- Дейвид Марик – Брайт
- Дъдли Сътън – Халифакс/Офъл
- Адам Фогърти – Уго
- Рикардо Монтез – Хуан дел Кампо
- Уолтър ван Дюк – Тулън